# Sphaeroparia nyabitabae
Sphaeroparia nyabitabae är en mångfotingart som beskrevs av Jean-Paul Mauriès och Armin Heymer 1996. Sphaeroparia nyabitabae ingår i släktet Sphaeroparia och familjen Fuhrmannodesmidae. Inga underarter finns listade i Catalogue of Life.